# Equisetum × ferrissii
Equisetum × ferrissii là một loài dương xỉ trong họ Equisetaceae. Loài này được Clute mô tả khoa học đầu tiên năm 1904.